# Houston Rockets 1996-1997
La stagione 1996-97 degli Houston Rockets fu la 30ª nella NBA per la squadra del Texas.
Gli Houston Rockets arrivarono secondi nella Midwest Division della Western Conference con un record di 57-25. Nei play-off vinsero al primo turno con i Minnesota Timberwolves (3-0), nella semifinale di conference con i Seattle SuperSonics (4-3), perdendo poi nella finale di conference con gli Utah Jazz (4-2).

## Roster
| N°  | Naz.                   | Ruolo | Sportivo           | Anno | Alt. | Peso |
| --- | ---------------------- | ----- | ------------------ | ---- | ---- | ---- |
| 2-5 | Stati Uniti (bandiera) | GA    | Sam Mack           | 1970 | 201  | 100  |
| 2   | Stati Uniti (bandiera) | G     | Sedale Threatt     | 1961 | 188  | 79   |
| 3   | Stati Uniti (bandiera) | G     | Randy Livingston   | 1975 | 193  | 95   |
| 4   | Stati Uniti (bandiera) | A     | Charles Barkley    | 1963 | 198  | 114  |
| 6   | Stati Uniti (bandiera) | G     | Elmer Bennett      | 1970 | 183  | 77   |
| 8   | Stati Uniti (bandiera) | GA    | Eddie Johnson      | 1959 | 201  | 98   |
| 9   | Stati Uniti (bandiera) | GA    | Tracy Moore        | 1965 | 193  | 91   |
| 12  | Stati Uniti (bandiera) | G     | Matt Maloney       | 1971 | 191  | 87   |
| 15  | Stati Uniti (bandiera) | G     | Emanual Davis      | 1968 | 193  | 88   |
| 17  | Stati Uniti (bandiera) | GA    | Mario Elie         | 1963 | 196  | 95   |
| 20  | Stati Uniti (bandiera) | G     | Brent Price        | 1968 | 185  | 75   |
| 22  | Stati Uniti (bandiera) | GA    | Clyde Drexler      | 1962 | 201  | 95   |
| 27  | Stati Uniti (bandiera) | AC    | Charles Jones      | 1957 | 206  | 98   |
| 32  | Stati Uniti (bandiera) | AC    | Othella Harrington | 1974 | 206  | 107  |
| 34  | Stati Uniti (bandiera) | C     | Hakeem Olajuwon    | 1963 | 213  | 116  |
| 41  | Stati Uniti (bandiera) | A     | Joe Stephens       | 1973 | 201  | 95   |
| 42  | Stati Uniti (bandiera) | GA    | Kevin Willis       | 1962 | 213  | 100  |
| 50  | Stati Uniti (bandiera) | A     | Matt Bullard       | 1967 | 208  | 98   |

## Staff tecnico
- Allenatore: Rudy Tomjanovich
- Vice-allenatori: Bill Berry, Larry Smith, Jim Boylen